# Mazurskie Ochotnicze Pogotowie Ratunkowe

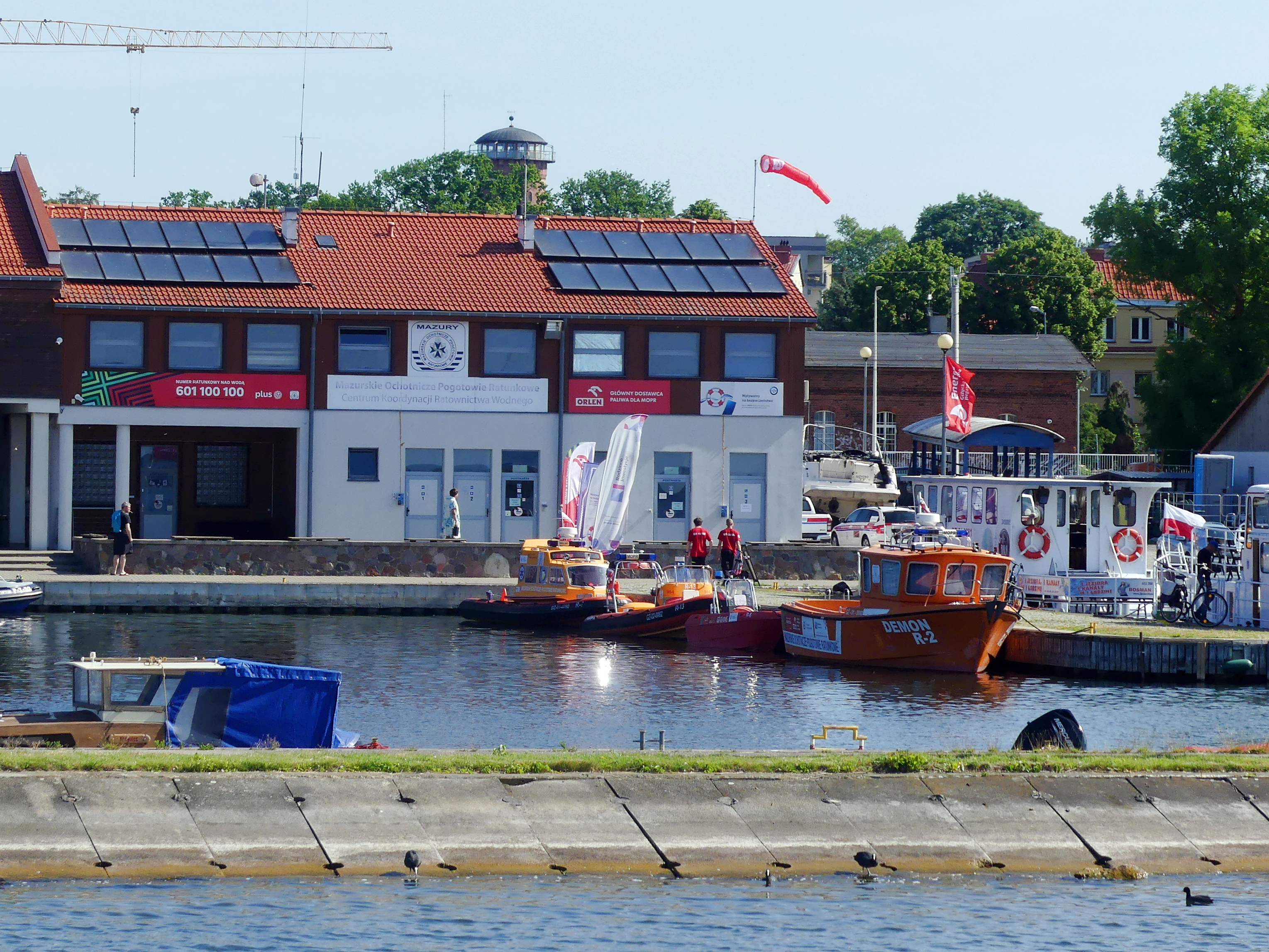
Budynek Mazurskiego Ochotniczego Pogotowia Ratunkowego w Giżycku, przystań na jeziorze Niegocin

Mazurskie Ochotnicze Pogotowie Ratunkowe (MOPR) – polska organizacja skupiająca ratowników wodnych na Mazurach. MOPR jest specjalistycznym stowarzyszeniem o zasięgu ogólnokrajowym, powstałym w dniu 10 lutego 1999. Funkcjonuje na podstawie decyzji Ministra Spraw Wewnętrznych.
Działalność MOPR jest współfinansowana ze środków Wojewody Warmińsko-Mazurskiego.

## Historia
MOPR powstał w dniu 10 lutego 1999 pod nazwą Mazurskiego WOPR (MWOPR) jako połączenie byłych oddziałów WOPR z Giżycka i Węgorzewa. Wyrokiem Sądu Okręgowego w Suwałkach z dnia 14 kwietnia 1999 MWOPR uzyskał osobowość prawną. 
MWOPR funkcjonował następnie jako jednostka terenowa WOPR, jednak 10 maja 2009 uchwałą Zarządu WOPR Województwa Warmii i Mazur został skreślony z listy członków WOPR. Od tamtej pory MWOPR funkcjonował jako samodzielna organizacja na podstawie decyzji Ministerstwa Spraw Wewnętrznych i Administracji z dnia 16 lipca 2010. W 2011 roku nastąpiła zmiana nazwy na MOPR, a od 17 stycznia 2013 MOPR funkcjonuje na podstawie decyzji Ministra Spraw Wewnętrznych.

## Kalendarium
- 10.02.1999 – powstanie Mazurskiego Wodnego Ochotniczego Pogotowia Ratunkowego
- 14.04.1999 – wyrok Sądu Okręgowego w Suwałkach
- 10.05.2009 – skreślenie MWOPR z listy członków WOPR
- 16.07.2010 – decyzja MSWiA w sprawie MWOPR
- listopad 2011 – zmiana nazwy MWOPR na MOPR
- 17.01.2013 – decyzja MSW w sprawie MOPR

## Obowiązki i cele działalności MOPR
Obowiązkowe wyposażenie wyznaczonych obszarów wodnych, w tym miejsc przeznaczonych do kąpieli, w sprzęt ratunkowy, urządzenia sygnalizacyjne i ostrzegawcze oraz sprzęt medyczny określa art. 10 ustawy z dnia 18 sierpnia 2011 r. o bezpieczeństwie osób przebywających na obszarach wodnych.

ROZDZIAŁ II – CELE I SPOSOBY DZIAŁANIA
§ 9 – Celem działalności MOPR jest:
- organizowanie pomocy oraz ratowanie osób, które uległy wypadkowi,
- organizowanie pomocy osobom, które narażone są na niebezpieczeństwo utraty życia lub zdrowia na obszarach wodnych,
- prowadzenie działalności profilaktycznej i edukacyjnej dotyczącej bezpieczeństwa na obszarach wodnych.

§ 10 – MOPR realizuje swoje cele w szczególność poprzez:
- Organizowanie wodnej specjalistycznej służby ratowniczej oraz gaszenia pożarów obiektów pływających.
- Kierowanie, koordynowanie i bezpośrednie prowadzenie działań ratowniczych w ramach ratownictwa wodnego.
- Prowadzenie działalności profilaktycznej i edukacyjnej dotyczącej bezpieczeństwa na obszarach wodnych i ochrony środowiska wodnego.
- Prowadzenie dokumentacji działań ratowniczych, oraz rejestru działań ratowniczych.
- Ujawnianie zagrożeń w zakresie bezpieczeństwa osób przebywających na obszarach wodnych i przekazywanie informacji o tych zagrożeniach właściwej radzie gminy.
- Współdziałanie z organami administracji rządowej, samorządowej i innymi podmiotami do obowiązków, których należy zapewnienie bezpieczeństwa i porządku na obszarach wodnych oraz ochrona środowiska wodnego i bezpieczeństwa przeciwpożarowego.
- Udział w akcjach ratowniczych podczas zagrożeń powszechnych, katastrof naturalnych i awarii technicznych na wodach.
- Występowanie do właściwych podmiotów o usunięcie zagrożeń lub wstrzymanie eksploatacji obiektów oraz urządzeń wypoczynkowych, sportowych, rekreacyjnych i turystycznych położonych nad wodą.
- Wydawanie ekspertyz i opinii w zakresie bezpieczeństwa wodnego.
- Wykonywanie przeglądów kąpielisk i pływalni oraz występowanie do organów administracji samorządowej i innych podmiotów o nakazanie usunięcia zagrożeń, jak również o wstrzymanie eksploatacji albo zamknięcie obiektów lub urządzeń.
- Nadawanie stopni ratowniczych, wydawanie dokumentów potwierdzających zdobyte uprawnienia oraz określenia uprawnień do prowadzenia działań ratowniczych, w zależności od posiadanych kwalifikacji.
- Prowadzenie szkoleń oraz doskonalenie umiejętności ratowniczych.
- Nauczanie i doskonalenie umiejętności pływania.
- Egzaminowanie i wydawanie dokumentów oraz odznak potwierdzających umiejętność pływania.
- Opiniowanie sprzętu przydatnego w ratownictwie wodnym.
- Krzewienie etyki ratowników wodnych i umacnianie więzi organizacyjnej członków.
- Popularyzowanie celów statutowych.
- Wymianę doświadczeń i współpraca z pokrewnymi organizacjami.
- Prowadzenie działalności sportowej, rekreacyjnej i turystycznej.
- Świadczenie usług z zakresu ratownictwa wodnego.
- Działalność wśród dzieci i młodzieży w zakresie oświaty i wychowania, kultury fizycznej i sportu.

## Obowiązki ratownika
Obowiązki ratowników, w tym ratowników MOPR, narzucają art. 13 i 16 ustawy z dnia 18 sierpnia 2011 r. o bezpieczeństwie osób przebywających na obszarach wodnych.

Ustala się minimalne wymagania dotyczące liczby ratowników wodnych zapewniających stałą kontrolę wyznaczonego obszaru wodnego:
1. w przypadku kąpielisk:
  - śródlądowych na każde 100 m linii brzegowej – jeden ratownik wodny od strony lądu i jeden ratownik wodny od strony lustra wody, przebywający na łodzi lub platformie umożliwiającej obserwację i umieszczonej poza strefą dla umiejących pływać,
  - nadmorskich na każde 100 m linii brzegowej – trzyosobowe zespoły ratowników wodnych, w tym co najmniej jeden ratownik wodny od strony lustra wody;

2. w miejscach przeznaczonych do kąpieli – dwóch ratowników wodnych;
3. w przypadku pływalni:
  - dysponującej nieckami basenowymi o długości do 25 m – jeden ratownik wodny,
  - dysponującej nieckami basenowymi o długości 25–50 m – dwóch ratowników wodnych,
  - dysponującej nieckami basenowymi o długości powyżej 50 m – trzech ratowników wodnych;

4. w przypadku innych obiektów dysponujących nieckami basenowymi o łącznej powierzchni powyżej 100 m² i głębokości ponad 0,4 m w najgłębszym miejscu lub głębokości powyżej 1,2 m – co najmniej jeden ratownik wodny.

## Przyrzeczenie ratownika MOPR
Dziś w pełni świadomy odpowiedzialności, przyrzekam i słowo honoru dobrowolne składam.
Dopóki siły i zdrowie mnie nie opuszczą, bez względu na pogodę w dzień i w nocy, przez okres całego roku,
będę niósł pomoc ludziom, którzy znaleźli się w niebezpieczeństwie utraty zdrowia i życia.
Gdy zaistnieje potrzeba, rękę pomocną każdemu podam, nikomu nie odmówię profesjonalnej pomocy i wsparcia.
Będę rozwijał swój umysł i siłę, aby ratować ludzkie życie.
Za swe godło z dumą przyjmuję błękitny krzyż maltański oraz kotwicę ze złotą liną.
Mazurskie Ochotnicze Pogotowie Ratunkowe będę reprezentował godnie i z honorem.